# Les Choses humaines
Les Choses humaines je francouzský hraný film z roku 2021, který režíroval Yvan Attal podle vlastního scénáře. Jedná se o adaptaci stejnojmenného románu Karine Tuil vydaného v roce 2019. Snímek měl světovou premiéru na filmovém festivalu v Benátkách dne 9. září 2021.

## Děj
Alexandre Farel je synem slavného televizního moderátora Jeana Farela. Jeho matka Claire opustila svého manžela a žije s Adamem Wizmanem, který je také odloučen od své manželky Valérie Berdah, velmi věřící Židovky, se kterou má dceru Milu. Když se Alexandre vrátí ze Spojených států, kde dokončil studium, navštíví večer svou matku, kde potká Milu. Společně jdou na večírek pro absolventy Lycea Jindřicha IV.
Následujícího dne policie zatkne Alexandra, kterého Mila obvinila ze znásilnění. Do rodinného dramatu zasahují třídní rozdíly, náboženství a tlak médií.

## Obsazení
| Ben Attal               | Alexandre Farel                 |
| Suzanne Jouannet        | Mila Wizman                     |
| Charlotte Gainsbourgová | Claire Farel, Alexandrova matka |
| Pierre Arditi           | Jean Farel, Alexandrův otec     |
| Audrey Dana             | Valérie Berdah, matka Mily      |
| Mathieu Kassovitz       | Adam Wizman, otec Mily          |
| Benjamin Lavernhe       | Arthur Célerier, advokát        |
| Hervé Temime            | Lancel, Jeanův advokát          |
| Judith Chemla           | advokát Mily                    |
| Réjane Kerdaffrec       | Anne Collet, předsedkyně soudu  |
| Gérard Watkins          | generální advokát               |
| Laetitia Colombani      | psycholožka                     |
| Marie Dompnier          | hlavní vyšetřovatelka Vallet    |
| Jean-Toussaint Bernard  | policista                       |
| Romain Cottard          | policista                       |
| Zakariya Gouram         | policejní důstojník             |
| Laëtitia Eïdo           | Yasmina Vasseur                 |
| Camille Razat           | Quitterie, stážistka            |
| Emmanuelle Lepoutre     | Jeanova spolupracovnice         |
| Anne Bouvier            | programová ředitelka            |
| Marie-Bénédicte Roy     | Marianne                        |
| Julie Fournier          | Florence Laplace                |
| Fabrice Drouelle        | redaktor rádia France Inter     |

## Ocenění
- César: nominace v kategorii nejlepší adaptace (Yaël Langmann a Yvan Attal)